# Konawlanie

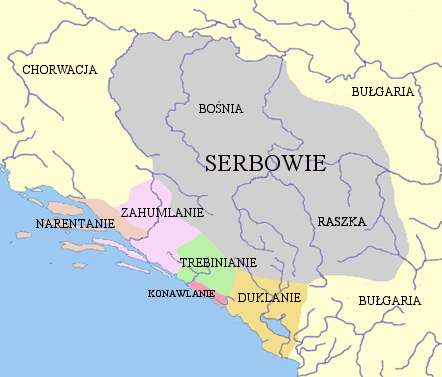
plemiona serbskie w VII-IX wieku

Konawlanie również Kanalici – drobne plemię słowiańskie, które w połowie VII wieku osiedliło się na wybrzeżu dalmatyńskim, mając od północy jako sąsiadów plemię Trebinian, a od zachodu Zahumlan.
Najmniejsze z plemion Primorja nigdy nie odegrało znaczniejszej roli politycznej. W VII i VIII wieku znalazło się wraz z sąsiednimi plemionami w wielkim serbskim związku plemiennym. Wraz ze stabilizowaniem się sytuacji plemion słowiańskich na Bałkanach w trakcie VIII wieku związek zaczął się rozpadać. Trudno powiedzieć, na jak długo Konawlanie odzyskali wówczas niezależność. Poszczególne plemiona serbskie zaczęły się w tym czasie organizować w samodzielne państwa, do czego Konawlanie z racji swej niewielkiej liczebności nie byli zdolni. W 867 roku swoje zwierzchnictwo narzucił plemionom Primorja, a więc i Konawlanom, cesarz bizantyński Bazyli I. Nie mogło ono jednak być zbyt uciążliwe, skoro cesarz dla zjednania swych nowych lenników przekazał im daninę, płaconą przez bizantyńskie miasta nadmorskie Konstantynopolowi. Znacznie poważniejsze dla Konawlan okazało się sąsiedztwo pobliskiej Serbii Wyszesławiców, która w tym mniej więcej czasie podporządkowała sobie państwo Trebinian, Duklan i niewielkie terytorium Konawlan. Po raz ostatni o samodzielności Konawlan słychać w połowie X wieku, kiedy po upadku państwa Wyszesławiców terytorium Konawli uniezależniło się od zwierzchnictwa serbskiego.
Nazwa Konawli na określenie ziem leżących na południowy wschód od Dubrownika pozostała w użyciu do najazdu tureckiego. W X wieku ziemie Konawlan znalazły się w granicach trebińsko-duklańskiego państwa Beliciów i przechodziły potem wraz z Trebinią z rąk do rąk rywalizujących ze sobą książąt duklańskich i humskich. Ostatecznie rywalizacje wygrali władcy duklańscy od połowy XI wieku tytułujący się książętami Zety. Około 1150 roku Trebinje i Konawli wraz z większością terytoriów słabnącej Zety przyłączył do Raszki wielki żupan Desa. W granicach państwa raszkańskiego, później serbskiego Konawli pozostało do śmierci ostatniego władcy z dynastii Nemaniczów. W 1373 roku przyłączył je do Bośni wraz z Trebinjem ban Tvrtko I. Po jego śmierci na ziemiach Humu, Trebinja i Konawli własne księstwo utworzyła możnowładcza rodzina Kosaczów. Władca księstwa Stefan Vukčić w 1448 roku ogłosił się hercegiem św. Sawy. W 1465 roku kres istnieniu Hercegowiny położył najazd turecki. Konawli znalazło się w granicach imperium osmańskiego.